# Elfleda (moglie di Edoardo il Vecchio)
Elfleda (fl. X secolo) fu la seconda moglie di Edoardo il Vecchio, re del Wessex.

## La vita
Elfleda nacque in data imprecisata da un Ealdorman, probabilmente da Æthelhelm di Wiltshire che morì nell'897, alcuni storici identificano costui come uno dei figli dello zio di Edoardo, nello specifico, Etelredo del Wessex. Altri storici non sposano quest'idea sostenendo che non era pratica comune che gli Aetheling (principi del sangue che potevano aspirare al titolo di sovrano) divenire Ealdorman e che nel documento in cui Alfredo il Grande diede la carica ad Æthelhelm non si fa menzione del loro essere parenti. A sostegno della loro opinione portano il fatto che al tempo Edwing d'Inghilterra aveva visto annullare le proprie nozze con Ælfgifu con cui era lontanamente imparentato per motivi di consanguineità, mentre Edoardo con Elfleda, di cui era cugino in terzo grado, non ebbe simili problemi.
Attorno all'899 Edoardo ed Elfleda convolarono a nozze ed ella fu testimone a un solo documento datato al 901 dove è chiamata conjux regis, non è mai chiamata con l'appellativo di sovrana e si dubita che poco dopo il suo matrimonio sia mai stata incoronata Regina.
Nel 1827 all'apertura della tomba di Cutberto di Lindisfarne nella Cattedrale di Durham fra gli oggetti rinvenuti v'era una stola la cui iscrizione indicava che era stata commissionata da Elfleda per Frithestan (morto 932 o 933), Vescovo di Winchester, si crede però che sia stata, in effetti, donata al vescovo dal suo figliastro Atelstano d'Inghilterra.
Elfleda ebbe due figli maschi:
- Ethelweard, che successe al padre, ma morì dopo 16 giorni;
- Edwin (morto 933) che annegò una decina di anni dopo la morte del padre in circostanze mai chiarite.

e diverse figli femmine:
- Eadgifu d'Inghilterra che sposò Carlo III di Francia;
- Eadhild del Wessex (morta 937), seconda moglie di Ugo il Grande;
- Eadgyth, moglie di Ottone I del Sacro Romano Impero;[3]
- Ælfgifu, che sposò un principe di incerta identità a volte identificato come Boleslao II, duca di Boemia;
- Eadflæd, suora;
- Æthelhild, religiosa.

Attorno al 967 Roswitha di Gandersheim scrisse un elogio delle gesta di Ottone in cui comparava la nobiltà dei natali della madre di Eadgyth, rispetto a quelli ben più bassi della madre di Atelstano, che di Edoardo era stata la prima moglie (vedi Ecgwynn).
Ad Atelstano, morto senza figli, successe l'altro figliastro di Elfleda Edmondo I d'Inghilterra che nacque dal terzo matrimonio di Edoardo con Edgiva di Kent. Edmondo nacque attorno al 920 il che significa che il suo matrimonio con Elfleda doveva essere finito da almeno un anno.
Secondo Guglielmo di Malmesbury Edoardo ripudiò Elfleda per poter sposare Edgiva, una teoria che alcuni supportano ed altri no, le cronache vogliono che Elfleda si sia ritirata presso l'abbazia di Wilton con le due figlie che abbracciarono la vita religiosa. La sua data di morte è ignota.